# Mikkel Honoré
Mikkel Frølich Honoré (Fredericia, 21 de enero de 1997) es un ciclista profesional danés que milita en las filas del conjunto EF Education-EasyPost desde 2023.

## Palmarés
2018
- Circuito de Valonia

2021
- 1 etapa de la Settimana Coppi e Bartali
- 1 etapa de la Vuelta al País Vasco

2022
- 3.º en el Campeonato de Dinamarca en Ruta

## Resultados en Grandes Vueltas y Campeonatos del Mundo
| Carrera         | Carrera         | 2018 | 2019  | 2020 | 2021 | 2022  | 2023 | 2024 | 2025 |
| --------------- | --------------- | ---- | ----- | ---- | ---- | ----- | ---- | ---- | ---- |
|                 | Giro de Italia  | —    | 101.º | 30.º | 81.º | —     | —    | 62.º | 79.º |
|                 | Tour de Francia | —    | —     | —    | —    | 111.º | —    | —    | —    |
|                 | Vuelta a España | —    | —     | —    | —    | —     | —    | —    | —    |
| Mundial en Ruta | Mundial en Ruta | —    | —     | Ab.  | Ab.  | 15.º  | Ab.  | 52.º | —    |

—: no participa

Ab.: abandono